# Theridion chacoense
Theridion chacoense är en spindelart som beskrevs av Claude Lévi 1963. Theridion chacoense ingår i släktet Theridion och familjen klotspindlar.
Artens utbredningsområde är Bolivia. Inga underarter finns listade i Catalogue of Life.